# Taulupe Faletau

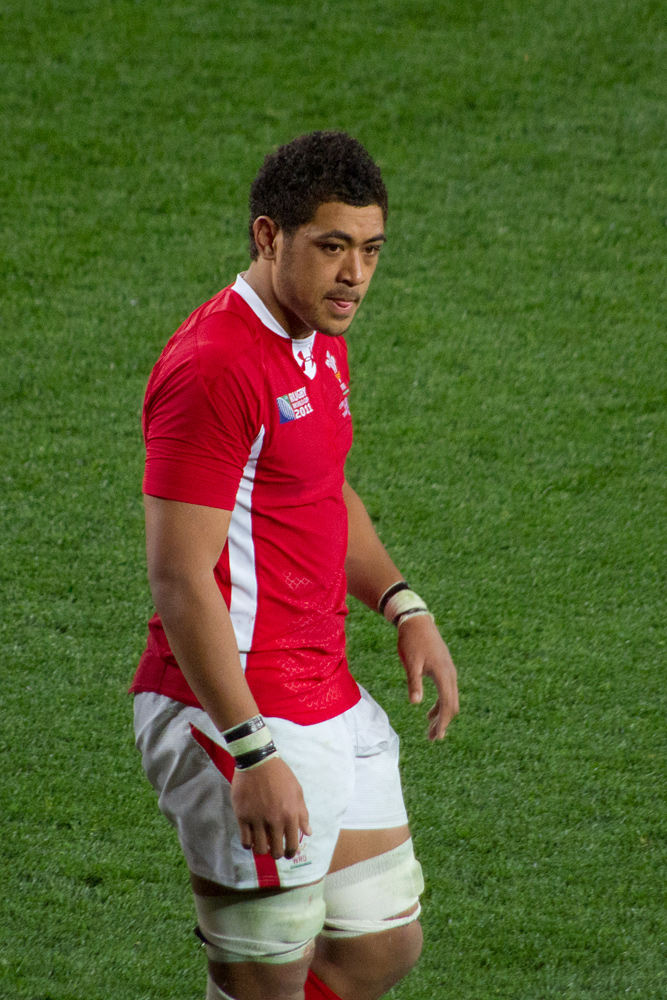
Faletau en Nueva Zelanda 2011.

Tangaki Taulupe Faletau (Ha'apai, 12 de noviembre de 1990) es un jugador británico de rugby nacido en Tonga, que se desempeña como octavo y juega en el Cardiff Rugby de la United Rugby Championship. Representa a los Dragones rojos desde 2011.

## Biografía
El padre de Taulupe, Kuli Faletau, también fue un rugbista que jugó como segunda línea en la selección de rugby de Tonga y actuó en la Copa Mundial de Rugby de 1999. Kuli se trasladó a Gales en 1998 para unirse a Ebbw Vale, llevando consigo a su hijo de siete años de edad.
Taulupe acudió a la Trevethin Community School donde encontró que sus amigos tenían dificultades para pronunciar su nombre Tangaki, así que creó el apodo de "Toby". Cuando se hizo profesional decidió que su nombre en el equipo sea el más correcto de Taulupe, pero no le importa que le llamen por su apodo.

## Selección nacional
En diciembre de 2009 fue convocado al seleccionado juvenil para participar en el Torneo de las Seis Naciones y nuevamente para el Mundial de Argentina un año más tarde.

### Dragones rojos
Warren Gatland lo llamó a la absoluta en noviembre de 2010, debido a las lesiones de Ryan Jones y Rob McCusker, pero no debutó y luego fue incluido en el equipo del Torneo de las Seis Naciones 2011 y tampoco jugó. Hizo su debut internacional contra los Barbarians en junio de aquel año.
Apareció en los cinco partidos en que Gales logró el Grand Slam del Torneo de las Seis Naciones 2012, destacando a lo largo de todo el campeonato y logrando para muchos periodistas estar en el equipo del torneo. También destacó en el Seis Naciones 2013 en el que los Dragones rojos revalidaron el título (sin Grand Slam) y Faletau fue tercero entre los portadores del balón con 63.

### Participaciones en Copas del Mundo
Gatland lo seleccionó para Nueva Zelanda 2011. Debutó en la Copa frente a los Springboks, logrando su primer try internacional en la segunda mitad y añadiendo otro ante Namibia. Terminó el torneo como el máximo tackleador y portador del balón de Gales, la primera vez que un solo jugador consigue ambas metas y fue el único jugador titular en los siete partidos.
Es seleccionado nuevamente para Inglaterra 2015; titular en todos los partidos y no marcó tries.
| Mundial                       | Sede          | Resultado        | PJ | Tries |
| ----------------------------- | ------------- | ---------------- | -- | ----- |
| Copa Mundial de Rugby de 2011 | Nueva Zelanda | Tercer puesto    | 7  | 2     |
| Copa Mundial de Rugby de 2015 | Inglaterra    | Cuartos de final | 4  | 0     |
| Copa Mundial de Rugby de 2023 | Francia       | Cuartos de final | 4  | 1     |

## Leones británicos
Gatland lo seleccionó, junto a sus primos ingleses Mako Vunipola y Billy Vunipola, a los British and Irish Lions para participar de la gira a Nueva Zelanda 2017. Billy se retiró del equipo debido a una lesión y esta benefició a Faletau, ya que comenzó el primer partido de entrenamiento: frente a los Barbarians neozelandeses y fue elegido mejor jugador.
Jugó los 80 minutos contra los Crusaders y los Māori All Blacks, estas actuaciones destacadas le permitieron disputar como titular las tres pruebas contra los All Blacks. En el segundo test Faletau anotó el primer try en el minuto 59, este inspiró un regreso tardío de los Leones, con ambos equipos reducidos a 14 jugadores, y lograron una victoria histórica 24-21. Faletau terminó la gira sin ser sustituido, jugando más minutos que nadie.

## Palmarés y distinciones notables
- Campeón del Torneo de las Seis Naciones 2012, 2013 y 2019.
- Seleccionado por los British and Irish Lions para la gira de 2017 en Nueva Zelanda[9]
- Seleccionado por los British and Irish Lions para la gira de 2021 en Sudáfrica. [10]